# 陳應薦
陳應薦（1518年—？年），字惟賢，號鳳巖，山東濟南府青城縣人，民籍。

## 生平
治《易經》，四月二十七日生，行一，由國子生中式山東鄉試第六十四名舉人，會試中式第一百九十八名。年三十六歲中式嘉靖四十四年乙丑科第三甲第三百零八名進士。吏部观政，隆慶元年（1567年）九月授工部主事，三年九月升员外，五年正月升郎中，六年八月升严州知府，丁忧。万历三年（1575年）十月复除常州府，五年正月调用，七年正月致仕。

## 家族
曾祖陳亮；祖陳智；父陳廷佐，訓導，累封郎中；母張氏；繼母曹氏。具慶下，妻王氏，弟應軫。